# Das Krankenhaus am Rande der Stadt
Das Krankenhaus am Rande der Stadt (tschechischer Originaltitel: Nemocnice na kraji města; slowakisch: Nemocnica na okraji mesta) ist eine tschechoslowakische Arztserie, die auch im deutschsprachigen Fernsehen ausgestrahlt wurde. Regie führte Jaroslav Dudek, die Drehbücher stammen von Jaroslav Dietl. Insgesamt kam die Serie in 21 Ländern zur Ausstrahlung. In der Tschechoslowakei war die Serie ein Straßenfeger und erreichte eine Sehbeteiligung von bis zu 93 %. Als Krankenhausserie folgt sie Serien wie Hafenkrankenhaus (1968) oder Schicht in Weiß (1976) und geht der Schwarzwaldklinik (1985) voraus.

## Fassungen
Zu unterscheiden sind die tschechoslowakische Originalfassung, die ostdeutsche und die westdeutsche Fassung.

### Merkmale
Das tschechoslowakische Original umfasst in der ersten Staffel 13 Folgen unterschiedlicher Länge mit zusammen 11 Std. 41 Min. Dauer, in der zweiten Staffel, die in Koproduktion mit dem NDR entstand, 7 Folgen mit zusammen 6 Std. 49 Min. Dauer, insgesamt also 20 Folgen mit 18 Std. 30 Min. Der Vorspann ist mit Bewegtbildern, der Abspann mit Standbilder der jeweiligen Folge unterlegt. Zusammenfassungen der vorangegangenen Folge gibt es nur in der zweiten Staffel, und zwar vor dem Vorspann. Die Musik stammt von Jan Klusák.
Die ostdeutsche Fassung entspricht im Umfang dem Original. Ihre Synchronisation besorgte das Studio für Synchronisation des Fernsehens der DDR. In der ersten Staffel hat sie eigene Zusammenfassungen sowie eigenen Vor- und Abspann. Die Musik stammt großteils von Volkmar Schmidt. In der zweiten Staffel, die in der DDR erst 4 ½ Jahre später als in der Bundesrepublik ausgestrahlt wurde, wird nicht auf die Beteiligung des NDR hingewiesen.
In der westdeutschen Fassung ist die erste Staffel um 3 Std. auf 9 Folgen mit 8 Std. 39 Min. gekürzt und neu geschnitten sowie mit eigenem Vor- und Abspann versehen worden. Synchronisation und Musik sind aus der DDR übernommen. Die zweite Staffel entspricht szenisch der Original- und der späteren DDR-Fassung, wurde aber mit westdeutschen Sprechern eigens synchronisiert.

### Beispiel Musik
Thema von Jan Klusák:
Thema in Staffel 1 von Volkmar Schmidt:

### Beispiel Synchronisation
(Staffel 2; die westdeutsche Fassung entspricht dem tschechischen Original, die ostdeutsche Fassung weicht ab.)
Aus Folge 15/[11]: Štrosmajer und Peterkas erster Nachtdienst
- Tschechisch

Štrosmajer: Dráhy kolego, první samostatná služba, to je skoro jako kdybych vás pouštěl prvně samotného do veřejného domu.
Peterka: Tak tam jsem ještě nikdy nebyl. Je blbý, že u nás něco takového neexistuje.
Štrosmajer: Ale existuje, jenže se to jinak jmenuje.
- Westdeutsch

Š: Lieber Kollege, die erste Nachtwache, die Sie allein machen, ist etwa so, als würde ich Sie das erste Mal allein in ein gewisses Etablissement schicken.
P: Da bin ich noch nie gewesen. Schade, dass es so etwas bei uns nicht gibt.
Š: Ah, das gibt es schon, man nennt es nur anders.
- Ostdeutsch

Š: Mein lieber Kollege, die erste nächtliche Dienstbereitschaft, das ist, als würde man Sie mit entblößtem Körper in ein Wespennest legen.
P: Der Vergleich will mir nicht gefallen. Diese perfekte Klinik ist doch kein Wespennest.
Š: Ach, und wie sie das ist, es fällt nur nicht so auf.
Aus Folge 19/[15]: Štrosmajer vor seinem Infarkt
- Tschechisch

Š: Já se dneska potím jako novicka před vysvěcením.
- Westdeutsch

Š: Ich schwitze heute wie eine Novizin vor der Weihe.
- Ostdeutsch

Š: Ich schwitze heute wie ein Anfänger in seiner ersten Liebesnacht.

## Episodenliste
mit Daten der jeweiligen Erstausstrahlung

### Staffel 1
| Nr. | Tschechoslowakei (ČST) | Tschechoslowakei (ČST) | Ostdeutschland (DDR F1) | Ostdeutschland (DDR F1) | Länge ca. 11 h 41 |
| Nr. | Titel                  | Datum                  | Titel                   | Datum                   | Länge ca. 11 h 41 |
| --- | ---------------------- | ---------------------- | ----------------------- | ----------------------- | ----------------- |
| 1   | Výročí                 | 5. Nov. 1978           | Der Hochzeitstag        | 5. Jan. 1979            | 50 Min.           |
| 2   | Strach                 | 12. Nov. 1978          | Die Angst               | 12. Jan. 1979           | 55 Min.           |
| 3   | Spor                   | 19. Nov. 1978          | Der Konflikt            | 19. Jan. 1979           | 50 Min.           |
| 4   | Loket                  | 26. Nov. 1978          | Der Ellenbogen          | 26. Jan. 1979           | 46 Min.           |
| 5   | Rozvod                 | 3. Dez. 1978           | Die Scheidung           | 2. Feb. 1979            | 53 Min.           |
| 6   | Únos                   | 10. Dez. 1978          | Die Entführung          | 9. Feb. 1979            | 54 Min.           |
| 7   | Ema                    | 14. Dez. 1978          | Emma                    | 16. Feb. 1979           | 63 Min.           |
| 8   | Hnízdo Nest            | 17. Dez. 1978          | Die Gipswiege           | 23. Feb. 1979           | 53 Min.           |
| 9   | Odchod Abgang          | 21. Dez. 1978          | Die Pensionierung       | 2. März 1979            | 65 Min.           |
| 10  | Nástup Antritt         | 23. Dez. 1978          | Der neue Chef           | 9. März 1979            | 53 Min.           |
| 11  | Smíření Versöhnung     | 26. Dez. 1978          | Die Chance              | 16. März 1979           | 53 Min.           |
| 12  | Srážka Kollision       | 28. Dez. 1978          | Der Unfall              | 23. März 1979           | 48 Min.           |
| 13  | Setkání Zusammenkunft  | 30. Dez. 1978          | Die Hoffnung            | 30. März 1979           | 59 Min.           |

| Nr. | Westdeutschland (ARD) | Westdeutschland (ARD) | Länge ca. 8 h 39 |
| Nr. | Titel                 | Datum                 | Länge ca. 8 h 39 |
| --- | --------------------- | --------------------- | ---------------- |
| 1   | Die neue Ärztin       | 14. April 1980        | 58 Min.          |
| 2   | Angst                 | 21. April 1980        | 58 Min.          |
| 3   | Der Star              | 28. April 1980        | 58 Min.          |
| 4   | Trennung              | 5. Mai 1980           | 58 Min.          |
| 5   | Hoffnung              | 12. Mai 1980          | 57 Min.          |
| 6   | Emma                  | 19. Mai 1980          | 58 Min.          |
| 7   | Abschied              | 2. Juni 1980          | 58 Min.          |
| 8   | Der neue Chef         | 9. Juni 1980          | 57 Min.          |
| 9   | Rückkehr              | 16. Juni 1980         | 58 Min.          |

Auf ORF FS2 erfolgte die Ausstrahlung der westdeutschen Fassung ab dem 3. September 1984, auf SF DRS ab dem 19. Februar 1987.

### Staffel 2
| Tschechoslowakei (ČST) | Tschechoslowakei (ČST)                                            | Tschechoslowakei (ČST) | Westdeutschland (ARD) | Westdeutschland (ARD) | Westdeutschland (ARD) | Ostdeutschland (DDR F1) | Ostdeutschland (DDR F1)       | Ostdeutschland (DDR F1) | Länge ca. 6 h 49 |
| Nr.                    | Titel                                                             | Datum                  | Nr.                   | Titel                 | Datum                 | Nr.                     | Titel                         | Datum                   | Länge ca. 6 h 49 |
| ---------------------- | ----------------------------------------------------------------- | ---------------------- | --------------------- | --------------------- | --------------------- | ----------------------- | ----------------------------- | ----------------------- | ---------------- |
| 14                     | Reoperace Nachoperation                                           | 22. Nov. 1981          | 10                    | Hochzeit              | 28. Dez. 1981         | 14                      | Eine schwierige Partie        | 13. Juni 1986           | 59 Min.          |
| 15                     | Gravidita Schwangerschaft                                         | 29. Nov. 1981          | 11                    | Intrigen              | 4. Jan. 1982          | 15                      | Der Absolvent                 | 20. Juni 1986           | 59 Min.          |
| 16                     | Zánět Entzündung                                                  | 6. Dez. 1981           | 12                    | Verführung            | 11. Jan. 1982         | 16                      | Das Ultimatum                 | 27. Juni 1986           | 59 Min.          |
| 17                     | Punkce Punktion                                                   | 13. Dez. 1981          | 13                    | Blamage               | 18. Jan. 1982         | 17                      | Der Heiratsantrag             | 4. Juli 1986            | 59 Min.          |
| 18                     | Oponentura Gegnerschaft                                           | 20. Dez. 1981          | 14                    | Denunziation          | 25. Jan. 1982         | 18                      | Prüfungen                     | 11. Juli 1986           | 59 Min.          |
| 19                     | Procento hnisavých komplikací Prozentsatz eitriger Komplikationen | 25. Dez. 1981          | 15                    | Infarkt               | 1. Feb. 1982          | 19                      | Die Untersuchungs- kommission | 18. Juli 1986           | 58 Min.          |
| 20                     | Odečítání Subtraktion                                             | 30. Dez. 1981          | 16                    | Neubeginn             | 8. Feb. 1982          | 20                      | Rückkehr                      | 25. Juli 1986           | 59 Min.          |

## Handlung
Im Mittelpunkt der Handlung steht die orthopädische Abteilung des Kreiskrankenhauses der fiktiven Stadt Bor. Dabei geht es nicht nur um die Behandlung von Patienten wie die eines Eishockey-Nationalspielers oder des Mannes einer resoluten Gemüsehändlerin, sondern auch um die privaten Belange der Ärzte und Krankenschwestern, was sich unter anderem in einer Scheidung (Folge 5: Sova), drei Hochzeiten (7: Galušková/Jáchym, 13: Huňková/Pěnkava, 14: Čenková/Sova), vier Schwangerschaften (5/7: Králová, 15/19: Jáchymová, 17: Štrosmajerová, 19: Pěnkavová) und zwei Todesfällen (8: Emma, 20: Štrosmajer) niederschlägt.

### Staffel 1
(Zahlen in eckigen Klammern sind Folgennummern der westdeutschen Fassung.)
1. Výročí – Der Hochzeitstag

Die junge Ärztin Alžběta Čenková tritt ihre erste Stelle an der Orthopädie in Bor an, wo unter Leitung des Chefarztes Sova die Ärzte Štrosmajer, Blažej und Cvach, Oberschwester Jachymová und die Schwestern Marta Huňková („das Täubchen“) und Ina Galušková tätig sind [1]. Gleich wird der nach einem Verkehrsunfall schwer verletzte Eishockey-Nationalspieler Rezek eingeliefert; Chefarzt Sova wird deshalb aus der Feier des zehnten Hochzeitstages seines Sohnes Karel gerufen [1].
2. Strach – Die Angst

Alžběta bewältigt ihre ersten Eingriffe und kommt in Kontakt mit dem Gefäßchirurgen Řehoř [1]. Einen Annäherungsversuch von Dr. Blažej weist sie zurück, der sich daraufhin der Krankenschwester Ina zuwendet [2]. Die erste Operation bei Rezek (Schädel) verläuft gut [2]. Chefarzt Sova erfährt, dass sein Sohn Karel Probleme mit seinem Vorgesetzten am Krankenhaus in Prag hat [2].
3. Spor – Der Konflikt

Bei der zweiten Operation von Rezek (Ellenbogen) sind Chefarzt Sova und Dr. Blažej uneinig über die Verfahrensweise [2]; der konservative Sova setzt sich durch, was aber nicht zum gewünschten Erfolg führt [3]. Sova besucht seinen Sohn in Prag und erfährt, dass dieser im Dienst alkoholisiert war [3]. Blažej lässt sich von Ina Geld aus ihrer Mitgift geben, um einen ausländischen PKW zu kaufen [2].
4. Loket – Der Ellenbogen

Schwiegertochter Kateřina informiert Sova darüber, dass Karel auch an seiner neuen Stelle in Žďár trinkt, wovon Sova sich überzeugt [3]. Vor einem geplanten Ausflug mit dem neuen PKW stürzt Blažejs Schwiegervater Kovanda und bricht sich den Fuß [3]. Die von Blažej bereits zuvor avisierte Cerclage bei Rezeks Ellenbogen gelingt; allerdings hat jemand (Cvach) den Krankenhausdirektor über den vorangegangenen misslungenen Eingriff informiert [3]. Cvach und Schwester Marta Huňková haben ein heimliches Verhältnis. Der Chefarzt der Chirurgie Vrtiška nimmt aus Altersgründen seinen Abschied [3].
5. Rozvod – Die Scheidung

Kateřina lässt sich von Karel scheiden, der mittlerweile an einem Landambulatorium in Týniště tätig ist [4]. Blažejs Frau Alena erfährt von dem Verhältnis ihres Mannes; er muss sich von Ina trennen [4]. Die ledige, aber nicht mehr ganz junge Anästhesistin Králová, mit der Alžběta im Wohnheim zusammenwohnt, ist wunschgemäß schwanger [4]. Rezeks dritte Operation muss unvollendet abgebrochen werden, weil das Bein erkaltet [4]. Štrosmajers Tochter Irena beginnt eine Beziehung mit dem verheirateten Bauer [4].
6. Únos – Die Entführung

Karel ist in Týniště vom Alkohol losgekommen, hat aber nun seine Tochter Hanka dorthin entführt; mit Sovas Hilfe holt Kateřina sie zurück nach Prag [5]. Blažejs Schwiegervater zahlt Ina das Geld für den PKW zurück [5]. Alžběta erzählt Rezek, dass er wohl nicht mehr in der Lage sein wird, Hockey zu spielen, weshalb Sova sie entlassen will, von Štrosmajer aber zurückgehalten wird [5].
7. Ema – Emma

Dana Králová bringt ihre Tochter Eliška zur Welt [5]. Dr. Řehoř macht Alžběta einen Heiratsantrag, doch fühlt diese sich mehr und mehr zu ihrem Patienten Rezek hingezogen [5]. Nach der Trennung von Blažej heiratet Ina den Krankenwagenfahrer Roman, Sohn der Oberschwester [6]. Sovas Haushälterin Emma wird mit einem Herzinfarkt eingeliefert [6].
8. Hnízdo (Nest) – Die Gipswiege

Mit einem Beckenbruch wird Václav Pěnkava eingeliefert; er und Schwester Huňková verlieben sich ineinander, was Huňkovás Selbstbewusstsein stärkt [6]. Cvach verkennt die akute Hüftgelenksentzündung bei einem kleinen Mädchen; Sova legt ihm deshalb die Kündigung nahe [6]. Emma stirbt an den Folgen des Herzinfarkts; Sova kündigt Štrosmajer seinen Rückzug aus der Klinik an [6].
9. Odchod (Abgang) – Die Pensionierung

Sova hat nach 35 Jahren seinen letzten Operationstag; am Rande seiner Abschiedsfeier kommen sich Blažej und Ina wieder näher [7]. Dana Králová übernimmt mehr Dienste, weil sie sich zu Hause mit ihrer Tochter einsam fühlt [7]. Als Bauer Štrosmajer anbietet, gegen Geld bei Irena zu bleiben, versetzt Štrosmajer Bauer einen Schlag und bricht ihm das Schlüsselbein; Irena begeht mit Gas und Tabletten einen Suizidversuch [7].
10. Nástup (Antritt) – Der neue Chef

Sova wird Arzt in dem Landambulatorium in Týniště, um seinem Sohn Karel endlich näher zu kommen [7]. Štrosmajer kann nach der Anzeige von Bauer gegen ihn wegen Körperverletzung nicht Chefarzt werden, der belesene, aber praktisch unbegabte Cvach empfiehlt sich selbst, doch Blažej wird zum Chefarzt ernannt [8]. Er lässt Ina in eine andere Abteilung versetzen und möchte Cvach zur Kündigung bewegen, doch droht dieser, das wieder aufgenommene Verhältnis mit Ina publik zu machen [8]. Dr. Řehoř macht Dana Králová einen Heiratsantrag [8]. Štrosmajer holt seine Tochter Irena aus der Psychiatrie ab, wo sie sich mit Dr. Štěrba angefreundet hat; sie wirft Bauer aus ihrer Wohnung [8].
11. Smíření (Versöhnung) – Die Chance

Blažej teilt Cvach zu einer Operation ein, der dieser nicht gewachsen ist, was er auch zugeben muss [8]. Cvach möchte seine ehemalige Geliebte Huňková für eine Intrige gegen Blažej einspannen, doch steht ihr Verlobter Pěnkava zu ihr. Rezeks Genesung schreitet voran; er scheint keine Zeit mehr für Alžběta zu haben [8]. Die Sovas müssen einen Schizophrenen ins Kreiskrankenhaus nach Hradec bringen, und die neu eingestellte Schwester Veronika interessiert sich für Karel. Sova senior fährt zu Blažej, um ihn um eine Stelle für seinen Sohn Karel in Bor zu bitten, doch Blažej lehnt ab [8].
12. Srážka (Kollision) – Der Unfall

Alžběta fährt nach Prag, um sich mit Rezek auszusprechen, trifft jedoch nur seine Mutter an [8]. Cvach verlässt das Krankenhaus, nicht aber ohne Roman vom Verhältnis seiner Frau Ina mit Blažej zu erzählen [8]. Roman verfolgt daraufhin Blažej mit dem Auto und verursacht eine Kollision; beide werden ins Krankenhaus eingeliefert [9]. Blažej lässt Alžběta nach Týniště fahren, um Sova senior zu holen und sich von ihm die Hand operieren zu lassen [9]. Ina scheint sich für ihren Mann Roman zu entscheiden [9]. Das Krankenhaus erhält eine neue Koronareinheit; Štrosmajer wird vorübergehend Blažejs Vertreter [9].
13. Setkání (Zusammenkunft) – Die Hoffnung

Als Blažejs Vertreter holt Štrosmajer die beiden Sovas zurück nach Bor, um Cvach und vorübergehend auch Blažej zu ersetzen [9]. Alžběta überlegt, den Kontakt zu Řehoř wieder aufzunehmen, was Dana sehr betrübt; dann aber kommen sich Alžběta und Karel näher [9]. Schwester Marta Huňková und Václav Pěnkava feiern ihre Hochzeit [9]. 20 Monate nach ihrer Ankunft in Bor zieht Alžběta auf die „Eulenburg“ (soví hrad, also das Haus der Sovas), und Sova senior fährt zurück nach Týniště [9].

### Staffel 2
14/[10]. Reoperace (Nachoperation) – Hochzeit – Eine schwierige Partie

Wenige Jahre sind vergangen. Alžběta und Karel heiraten; sie drängt ihn, einen akademischen Grad zu erwerben (Kandidatur). Das führt zu Spannungen mit Chefarzt Blažej, und Karel muss in dieser Lage eine Nachoperation durchführen. Schwester Marta wird Oberschwester, und mit Zuzana kommt eine neue Schwester auf die Station. Ina bittet Marta, sie für Nachtdienste einzuteilen. Dr. Řehoř bemüht sich weiterhin um Dr. Králová. Vrtiška bringt Štrosmajer zum Schachspielen mit dem begabten Mädchen Oldřiška. Im Landambulatorium von Týniště tritt die von ihrer Familie getrennt lebende Dr. Fastová bei Sova ihren Dienst an.
15/[11]. Gravidita (Schwangerschaft) – Intrigen – Der Absolvent

Mit Dr. Peterka kommt ein junger und selbstbewusster, aber noch unerfahrener Arzt an die Orthopädie in Bor. Blažej lehnt Karels Kandidatur-Antrag zunächst ab, wird aber durch seine Frau und einen von Frau Dr. Fastová veranlassten Brief eines Professors dazu bewogen, neben Karel selbst eine wissenschaftliche Arbeit einzureichen. Schwester Ina ist schwanger von Blažej. Der Gemüsehändler Dobiaš hat sich das Sprunggelenk gebrochen und wird operiert. Ein EKG bei Štrosmajer zeigt ischämische Veränderungen.
16/[12]. Zánět (Entzündung) – Verführung – Das Ultimatum

Ina hat einen Termin vor der Abtreibungskommission, wo Václav Pěnkava auf Bitte seiner Frau Marta als Vater auftritt, doch entscheidet sich Ina schließlich, das Kind zu bekommen; auch Marta möchte nun ein Kind. Das Sprunggelenk von Gemüsehändler Dobiaš hat sich entzündet. Dr. Řehoř tritt eine Stelle in Algier an; Dr. Králová fühlt sich unter Druck gesetzt, will aber auf ihn warten. Alžběta übernimmt Řehořs Stelle in der Gefäßchirurgie, da sie mit ihrem Mann nicht in derselben Abteilung bleiben darf. Frau Dr. Fastová gerät in Streit mit dem Hausmeisterpaar und den Krankenschwestern in Týniště; Sova senior versucht zu vermitteln. Die akademischen Arbeiten von Blažej und Sova junior sind fertig; es stellt sich heraus, dass Cvach der zuständige Universitätsassistent ist.
17/[13]. Punkce (Punktion) – Blamage – Der Heiratsantrag

Blažej und Sova junior fahren zur Einbringung ihrer wissenschaftlichen Arbeiten nach Prag; Sovas Arbeit wird angenommen, Blažejs auf Cvachs Veranlassung nicht. Der junge Peterka führt nach mehrmaliger Anordnung Blažejs eine Meniskus-Punktion bei einer Fußballspielerin nicht durch, erhält eine entsprechende Rüge und rächt sich, indem er Blažejs Misserfolg in Prag preisgibt, von dem er zufällig erfahren hat. Gemüsehändler Dobiaš muss erneut operiert werden, und seine resolute Frau (von ihm als „herzensgutes Frauchen“ bezeichnet) verlangt eine Untersuchung des Falles durch den Bezirksorthopäden. Štrosmajer wird Großvater. Der seit über 10 Jahren verwitwete Sova senior macht Frau Dr. Fastová einen Heiratsantrag.
18/[14]. Oponentura (Gegnerschaft) – Denunziation – Prüfungen

Karel vertritt seine Arbeit vor der Prüfungskommission, fällt jedoch durch, weil nicht alle von ihm herangezogenen Fälle von ihm selbst behandelt worden waren. Das hat Blažejs Frau der Kommission verdeckt mitgeteilt; der Verdacht aber fällt auf Blažej selbst. Karel sucht Trost bei seiner Ex-Frau Kateřina. Gemüsehändler Dobiaš muss zum dritten Mal operiert werden; die Entzündung heilt, aber das Sprunggelenk ist zusammengewachsen. Ina gesteht Roman, dass das Kind, das sie erwartet, nicht von ihm ist, und verlässt ihn. Dank Štrosmajer kann die kleine Oldřiška noch rechtzeitig am Blinddarm operiert werden. Sova senior und Frau Dr. Fastová machen einen Ausflug zur Burg Pokštejn; gleichwohl zieht Fastová zurück zu ihrem Mann.
19/[15]. Procento hnisavých komplikací (Prozentsatz eitriger Komplikationen) – Infarkt – Die Untersuchungskommission

Auf Veranlassung von Frau Dobiašová tritt eine Kommission zur Untersuchung des Falles ihres Mannes zusammen, wobei Karel deutlich auf Distanz zu Blažej und der Klinik geht. Gleichwohl stellt die Kommission keinen Fehler fest; Frau Dobiašová bleibt nurmehr der Rechtsweg. Václav Pěnkava bringt die hochschwangere Ina mit seinem neu instandgesetzten Oldtimer ins Krankenhaus, wo sie ihren Sohn zur Welt bringt; Inas Schwiegermutter informiert Blažejs Frau, der sich nun zu dem Kind bekennt und auszieht. Auch Oberschwester Marta ist endlich schwanger. Während der Operation eines Diebes erleidet Štrosmajer einen Herzinfarkt; der junge Peterka führt die Operation erfolgreich zu Ende. Peterka und Králová kommen einander näher; Králová erhält einen Anruf von Řehoř, der in Algier bleiben wird.
20/[16]. Odečítání (Subtraktion) – Neubeginn – Rückkehr

Štrosmajer stirbt an den Folgen seines Herzinfarkts; Karel will zurück an die Klinik nach Prag und zu seiner Ex-Frau; Peterka muss seinen Armeedienst ableisten: somit verliert Blažejs Abteilung drei Ärzte. Es gelingt ihm, Alžběta zur Rückkehr zu bewegen, und diese holt ihren Schwiegervater zurück an die Klinik nach Bor. Die klageführende Frau Dobiašová muss selbst wegen einer Fraktur über dem Knie behandelt werden. Frau Dr. Fastová zieht zu Sova auf die „Eulenburg“.

## Produktion

### Besetzung
| Rolle                                                                                  | Darsteller           | Synchronsprecher                                            | Synchronsprecher            |
| Rolle                                                                                  | Darsteller           | ostdt. Fassung (Staffeln 1 & 2)                             | westdt. Fassung (Staffel 2) |
| -------------------------------------------------------------------------------------- | -------------------- | ----------------------------------------------------------- | --------------------------- |
| Dr. Karel Sova senior, Chefarzt, später Arzt in Týniště                                | Ladislav Chudík (a)  | Klaus Mertens                                               | Wolfgang Kieling            |
| Dr. Karel Sova junior, sein Sohn                                                       | Ladislav Frej        | Jürgen Kluckert (1. Stimme) Hansjürgen Hürrig (2. Stimme)   | Christian Brückner          |
| Dr. Josef Štrosmajer, Oberarzt (ca. 50 Jahre) (b)                                      | Miloš Kopecký        | Werner Senftleben                                           | Wolfgang Völz               |
| Dr. Arnošt Blažej, späterer Chefarzt (35)                                              | Josef Abrhám         | Peter Reinhardt                                             | Volker Brandt               |
| Dr. Cvach, Assistenzarzt, später Universitätsassistent                                 | Josef Vinklář        | Erhard Köster                                               | Joachim Kerzel              |
| Dr. Alžběta Čeňková, später Sovová, Assistenzärztin (26)                               | Eliška Balzerová (c) | Petra Kelling                                               | Rita Engelmann              |
| Dr. Dana Králová, Anästhesistin (35)                                                   | Jana Štěpánková      | Barbara Dittus (1. Stimme) Lilo Grahn (2. Stimme)           | Ursula Vogel                |
| Dr. Vladimír (Gregor) Řehoř, Gefäßchirurg                                              | František Němec      | Kurt Goldstein (1. Stimme) Thomas Kästner (2. Stimme)       | Dénes Törzs                 |
| Jáchymová, Oberschwester (50)                                                          | Nina Popelíková      | Ingeborg Krabbe (1. Stimme) Brigitte Lindenberg (2. Stimme) | Herta Kravina               |
| Roman Jáchym, ihr Sohn, Krankenwagenfahrer (25)                                        | Jaromír Hanzlík      | Uwe Karpa                                                   | Reent Reins                 |
| Marta Huňková („das Täubchen“), später Pěnkavová, Stations-, später Oberschwester (30) | Iva Janžurová        | Gudrun Jochmann                                             | Ursula Sieg                 |
| Ina Galušková, später Jáchymová, Krankenschwester                                      | Andrea Čunderlíková  | Hellena Büttner                                             | Heidi Berndt                |
| Brunclík (Pekař ?), Krankenhausdirektor                                                | Josef Somr           | Achim Petry                                                 | Alf Marholm                 |
| František Vrtiška, (ehemaliger) Chefarzt der Chirurgie (60)                            | Ladislav Pešek       | Gerd Ehlers                                                 | Harry Wüstenhagen           |
| Emma (Ema), Haushälterin bei Dr. Sova sen.                                             | Marie Motlová        | Hanna Rieger                                                | —                           |
| Kateřina Sovová, erste Frau von Dr. Sova jun.                                          | Daniela Kolářová     | Andrea Schlosser                                            | ?                           |
| Alena (Anne) Blažejová, Frau von Dr. Blažej                                            | Hana Maciuchová      | Friederike Aust                                             | Diana Körner                |
| Kovanda, ihr Vater                                                                     | Jaroslav Moučka      | ?                                                           | Werner Schumacher           |
| Irena Štrosmajerová, Štrosmajers Tochter                                               | Helga Čočková        | ?                                                           | —                           |
| Bauer, ihr Freund                                                                      | Jiří Kodet           | Ezard Haußmann                                              | —                           |
| Přemysl Rezek, Eishockeyspieler                                                        | Viktor Preiss        | Wolfgang Penz                                               | —                           |
| Václav Pěnkava, Bauarbeiter                                                            | Josef Dvořák         | Erik Veldre                                                 | Andreas von der Meden       |
| Dr. Fastová, Ärztin in Týniště                                                         | Dana Medřická        | Gerda-Luise Thiele                                          | Marianne Kehlau             |
| Veronika, Krankenschwester in Týniště                                                  | Jana Paulová         | ?                                                           | ?                           |
| Dr. Vojtěch Peterka, Assistenzarzt (25)                                                | Oldřich Kaiser       | Gerald Schaale                                              | Norbert Langer              |
| Zuzana, Krankenschwester                                                               | Zuzana Burianová     | ?                                                           | Heidi Schaffrath            |
| Dobiáš, Gemüsehändler                                                                  | Ferdinand Krůta      | Kurt Radecke                                                | Werner Schumacher           |
| Dobiásová („das herzensgute Frauchen“), seine Frau (50)                                | Stella Zázvorková    | Anne Wollner                                                | Sigrid Lagemann             |
| Oldřiška (Ulrike), Schachspielerin (11)                                                | Alice Rodová         | ?                                                           | Natascha Rybakowski         |
| Erzähler                                                                               | ?                    | Jürgen Frohriep                                             | Joachim Cadenbach           |

### Drehorte

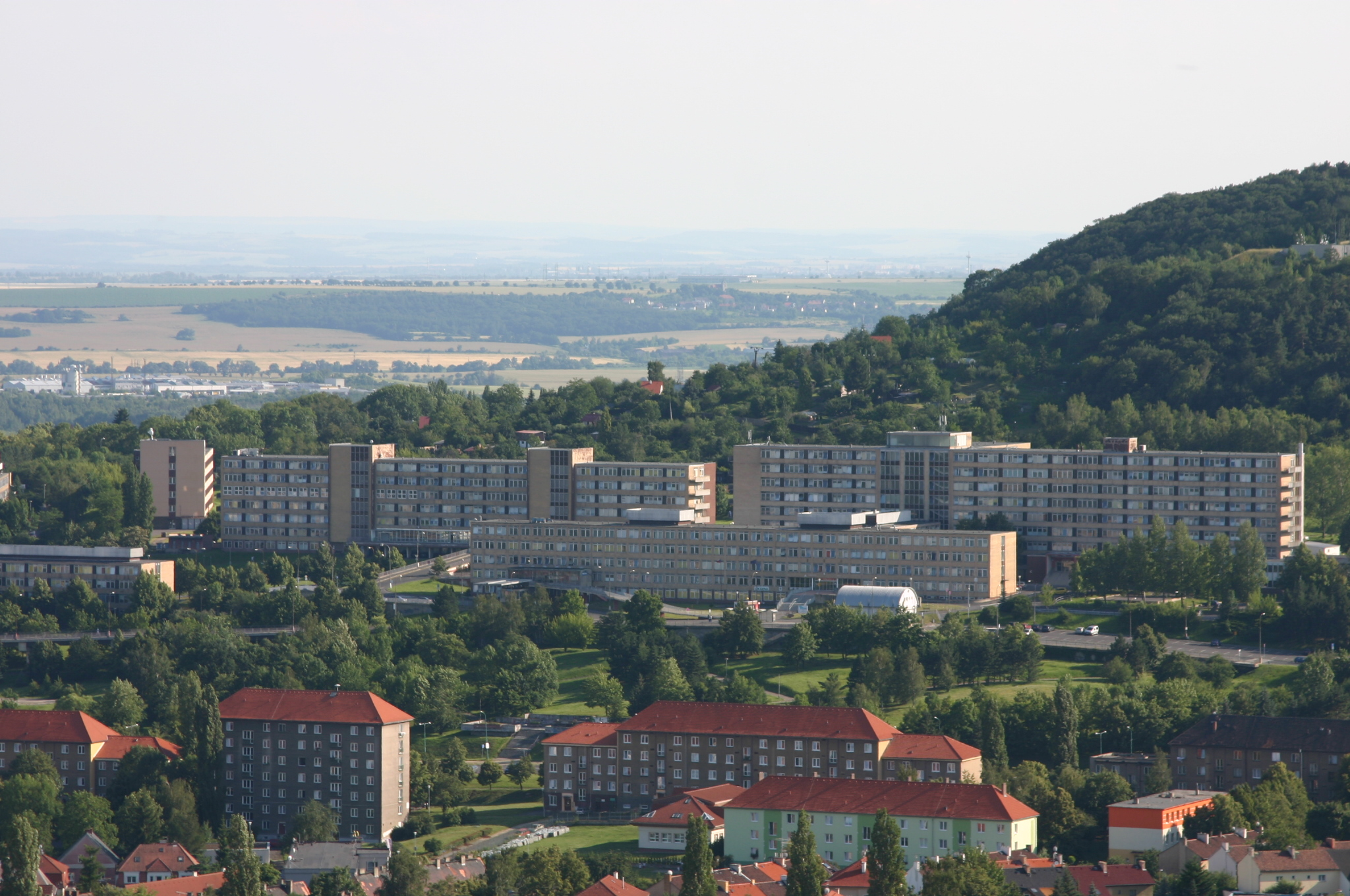
Krankenhaus in Most

Reales Vorbild für das Krankenhaus am Rande der Stadt ist das Krankenhaus in Most, das 1975 eröffnet wurde. Die Schauspieler bereiteten sich dort vor, und viele Kraftfahrzeuge in der Serie tragen das Kennzeichen von Most, gedreht aber wurde dort nur wenig. Die Außenaufnahmen der Klinik entstanden an der Hochschule für Landwirtschaft in Prag. Die Drehorte für die Häuser von Sova und Blažej liegen im Prager Verwaltungsbezirk 4 einander gegenüber. Der Drehort für das Ambulatorium in Týniště befindet sich im Westen von Prag. Burg Pokštejn ist in Wirklichkeit Burg Kokořín. Innenaufnahmen fanden in den Filmstudios Barrandov statt.

### Fuhrpark
- Sova senior: Moskwitsch-412 (Kennzeichen MO-58-13)
- Sova junior: WAS-2101 (MO-29-74)
- Blažej: Honda Civic 1. Generation (MO-45-85)
- Řehoř: Simca 1307 (MO-46-27)
- Pěnkava: Praga Piccolo (MOB-44-55)
- Krankenwagen: Škoda 1203 (MO-41-10; MO-04-11)
- Krankenwagen in Týniště: Škoda 1202 (CV-16-??)
- Delegation zur Koronareinheit: Tatra 613 (ABZ-39-39 u. a.)
- Bezirksorthopäde: Škoda 742 (UL-12-03)[11]

## Hintergründe

### Erfahrungen Dietls
„Das große Plus dieses Films liegt darin begründet, dass man in jeder Szene fundierte medizinische Milieukenntnisse und Detailgenauigkeit herausspürt. Der Drehbuchautor Jaroslav Dietl sammelte bereits als Kind wegen einer schweren Hüftgelenkserkrankung Krankenhauserfahrungen. Und bevor er sich an diesen Film machte, ließ er sich für längere Zeit als Krankenpfleger anstellen.“

### Gesundheitswesen
In der Tschechoslowakei waren die medizinischen Einrichtungen eines Kreises (okres) im Okresní ústav národního zdraví (OÚNZ; dt.: Kreisinstitut für Volksgesundheit) zusammengefasst; der Schriftzug ist mehrfach in der Serie zu lesen. Wie in der DDR gab es Krankenhäuser, Polikliniken und Ambulatorien. Darüber standen die Ebene des Bezirks (kraj) und das Gesundheitsministerium (Beispiele in der Serie: krajský ortoped, der Bezirksorthopäde, und znalecká komise, die Expertenkommission). Die Übersetzungen „Kreis“ und „Bezirk“ sind dabei am Verwaltungsaufbau der DDR orientiert; heute würde man diese Bezeichnungen eher vertauschen.

### Akademische Grade
Der erfolgreiche Abschluss eines humanmedizinischen Studiums führte in der Tschechoslowakei unmittelbar zum akademischen Titel „MUDr.“ (Medicinae universae doctor; Berufsdoktorat). Darüber gab es auch für Mediziner die allgemeinen Grade „CSc.“ (candidatus scientiarum) und „DrSc.“ (doctor scientiarum), die zusätzliche wissenschaftliche Arbeiten erforderten.
In der Bundesrepublik ist mit dem medizinischen Studienabschluss an sich noch kein akademischer Grad verbunden, doch sind Promotion und Doktortitel bei Medizinern in aller Regel üblich; darüber steht die Habilitation. Das erklärt, weshalb Sovas und Blažejs Kandidatur in der westdeutschen Fassung der Serie mit „Habilitation“ wiedergegeben wird, was die Sache jedoch nicht ganz trifft.

### Schwangerschaftsabbruch
Für den Schwangerschaftsabbruch galten damals in Tschechien und der Slowakei noch Indikationsregelungen, die 1987 durch Fristenregelungen ersetzt wurden.

## Parodien und Fortsetzungen

### Parodien
- Zpěváci na kraji nemocnice (1982; 40 Min.; Drehbuch: Jaroslav Dietl; mit Helena Vondráčková)[20]

(deutsch: Sänger am Rande eines Krankenhauses)
- Nemocnice na pokraji zkázy (1999; 3 Folgen zu je 40 Min.; Drehbuch: Marcel Bystroň, Gabriela Bártíková)[21]

(deutsch: Das Krankenhaus am Rande der Zerstörung)

### Fortsetzungen
- Nemocnice na kraji města po dvaceti letech (2003/04; 13 Folgen zu je 58 Min.; Drehbuch: Petr Zikmund)[22]

deutsch: Das Krankenhaus am Rande der Stadt – 20 Jahre später (2004 im MDR Fernsehen)
- Nemocnice na kraji města – nové osudy (2008; 13 Folgen zu je 58 Min.; Drehbuch: Lucie Konášová)[24]

(deutsch: Das Krankenhaus am Rande der Stadt – neue Schicksale)

## Buch- und DVD-Ausgaben

### Bücher
- Tschechische Ausgabe:

Nemocnice na kraji města: televizní román podle stejnojmenného seriálu. Praha: Mladá fronta, 1988/1992, ISBN 80-204-0201-2
- Westdeutsche Übersetzung von Dagmar und Borek Severa:

Das Krankenhaus am Rande der Stadt: Roman zur gleichnamigen Fernsehserie. Bergisch-Gladbach: Bastei-Lübbe, 1983, ISBN 3-404-10320-3
Lizenzausgabe Köln: Naumann & Göbel, 1983
- Ostdeutsche Übersetzung von Melitta Bailleu:

Das Krankenhaus am Rande der Stadt. Berlin: Verlag Neues Leben, 1987, ISBN 3-355-00342-5

### DVDs
- Tschechische Fassung:

Nemocnice na kraji města. Praha: Česká televize, 2007/2008
- Gemischte Fassung (entsprechend der deutschsprachigen Erstausstrahlung):

Das Krankenhaus am Rande der Stadt. Die gesamte Serie. Berlin: Icestorm, 2015. EAN 4028951691524
Staffel 1 (ostdeutsche Fassung), EAN 4028951691678 (2011); Staffel 2 (westdeutsche Fassung), EAN 4028951692552 (2012)
- Ostdeutsche Fassung:[25]

Das Krankenhaus am Rande der Stadt. Die komplette 20-teilige DDR-Serienfassung. Riegelsberg: Pidax, 2021. EAN 4260696730391
- Westdeutsche Fassung:[26]

Das Krankenhaus am Rande der Stadt. Die ARD-Komplettbox, die komplette westdeutsche Serienfassung. Walluf: Fernsehjuwelen, 2021. EAN 4042564219401